# Wyatt Russell
Wyatt Hawn Russell (sinh ngày 10/7/1986) là nam diễn viên người Mỹ. Anh từng là một cầu thủ khúc côn cầu. Russell đóng vai Hạ sĩ Lewis Ford trong phim kinh dị Overlord năm 2018 của Julius Avery, Dud trong Lodge 49 trên kênh AMC và John Walker trong series Disney+ The Falcon and the Winter Soldier (2021) của Vũ trụ Điện ảnh Marvel.

## Thời thơ ấu
Russell sinh ra tại Los Angeles, California, anh là con trai của nam diễn viên Kurt Russell và Goldie Hawn. Anh là người gốc Do Thái, Hungary, Đức, Anh, Scotland và Ireland.

## Sự nghiệp
Russell đã chơi khúc côn cầu trên băng cho nhiều đội khúc côn cầu nghiệp dư và chuyên nghiệp với tư cách là một tay săn bàn, bao gồm Richmond Sockeyes , Langley Hornets , Coquitlam Express , Chicago Steel , Brampton Capitals và Groningen Grizzlies. Anh cũng chơi khúc côn cầu trên băng đại học cho Chargers tại Đại học Alabama ở Huntsville. Anh ấy đã giải nghệ khúc côn cầu chuyên nghiệp vào năm 2010, sự nghiệp của anh ấy kết thúc do chấn thương.
Russell đã xuất hiện trong các bộ phim, như Soldier, Cowboys & Aliens, This Is 40, Love and Honor, We Are What We Are, và Goon: Last of the Enfor Cancer. Anh cũng xuất hiện trong bộ phim 22 Jump Street năm 2014. Năm 2016, anh đóng vai chính trong một bộ phim được công chiếu tại Liên hoan phim Tribeca có tên là Folk Hero & Funny Guy. Năm 2016, anh đóng vai chính trong "Playtest", một tập của loạt phim tuyển tập Black Mirror.
Năm 2018, anh và Jovan Adepo đóng vai chính trong bộ phim kinh dị lấy bối cảnh Thế chiến thứ hai Overlord. Năm 2021, anh đóng vai John Walker trong loạt phim truyền hình Disney+ The Falcon and the Winter Soldier.

## Đời tư
Ngày 14 tháng 3 năm 2014, Russell kết hôn với nhà tạo mẫu Sanne Hamers, sau bốn năm quen biết. Hai người gặp nhau lần đầu tại Hà Lan khi anh chơi khúc côn cầu tại đây. Tuy nhiên, họ đã chia tay vào ngày 2 tháng 3 năm 2015 và ly hôn vào năm 2017. Trước đó vào năm 2016, Russell hẹn hò với diễn viên Meredith Hagner khi gặp nhau trên trường quay phim Folk Hero & Funny Guy. Vào tháng 4 năm 2018, Russell và Hagner mua một căn nhà kiểu Tây Ban Nha đời năm 1930 tại Sherman Oaks, bang California.  Họ đính hôn vào tháng 12 năm 2018 và kết hôn vào năm 2019. Vào tháng 11 năm 2020, có thông báo rằng họ đang mong chờ đứa con đầu lòng. Con trai của họ là Buddy Prine Russell sinh vào tháng 3 năm 2021.
Anh ấy là người ghi bàn cho thử thách phá vỡ giải NHL All-Star 2022.

## Danh sách phim

### Điện ảnh
| Năm  | Phim                        | Vai diễn                 | Ghi chú    |
| ---- | --------------------------- | ------------------------ | ---------- |
| 1987 | Overboard                   | Baby at Golf Course      | Uncredited |
| 1996 | Escape from L.A.            | Orphan Boy               | Uncredited |
| 1998 | Soldier                     | Todd (age 11)            |            |
| 2006 | The Last Supper             | Doubting Thomas          | Phim ngắn  |
| 2010 | High School                 | Drug PSA Stoned Teenager |            |
| 2011 | Cowboys & Aliens            | Little Mickey            |            |
| 2012 | This Is 40                  | Flirty Hockey Player     |            |
| 2013 | We Are What We Are          | Deputy Anders            |            |
| 2013 | Love and Honor              | Topher Lincoln           |            |
| 2014 | 22 Jump Street              | Zook Haythe              |            |
| 2014 | Cold in July                | Freddy Russell           |            |
| 2014 | At the Devil's Door         | Sam                      |            |
| 2014 | Midnight Rider              | Young Duane Allman       | Cancelled  |
| 2015 | Prisoner                    | Will                     | Phim ngắn  |
| 2016 | Everybody Wants Some!!      | Charlie Willoughby       |            |
| 2016 | Folk Hero & Funny Guy       | Jason                    |            |
| 2017 | Ingrid Goes West            | Ezra O'Keefe             |            |
| 2017 | Table 19                    | Teddy                    |            |
| 2017 | Goon: Last of the Enforcers | Anders Cain              |            |
| 2017 | Shimmer Lake                | Ed Burton                |            |
| 2018 | Blaze                       | Glyn                     |            |
| 2018 | Overlord                    | Corporal Lewis Ford      |            |
| 2021 | The Woman in the Window     | David Winter             |            |
| 2024 | Bơi đêm                     | Ray Waller               |            |

### Truyền hình
| Năm       | Phim                              | Vai diễn                                   | Ghi chú                                                                            |
| --------- | --------------------------------- | ------------------------------------------ | ---------------------------------------------------------------------------------- |
| 2010      | Law & Order: LA                   | Sam Loomis                                 | Episode: "Hollywood"                                                               |
| 2013      | Arrested Development              | Oakwood                                    | Episode: "Colony Collapse"                                                         |
| 2013      | The Walking Dead: The Oath        | Paul                                       | 3 episodes                                                                         |
| 2016      | Black Mirror                      | Cooper Redfield                            | Episode: "Playtest"                                                                |
| 2018–2019 | Lodge 49                          | Sean "Dud" Dudley                          | 20 episodes                                                                        |
| 2020      | The Good Lord Bird                | J. E. B. Stuart                            | 3 episodes                                                                         |
| 2021      | The Falcon and the Winter Soldier | John Walker / Captain America / U.S. Agent | Miniseries                                                                         |
| 2021      | Marvel Studios: Assembled         | Chính mình                                 | Documentary; Episode: "Assembled: The Making of The Falcon and the Winter Soldier" |

## Giải thưởng và đề cử
| Năm  | Giải thưởng        | Hạng mục                    | Đối tượng      | Kết quả | Nguồn  |
| ---- | ------------------ | --------------------------- | -------------- | ------- | ------ |
| 2014 | Teen Choice Awards | Choice Movie: Breakout Star | 22 Jump Street | Đề cử   | [ 11 ] |